# Adam Cohen
Adam Cohen (Montreal, 1972) è un cantante, musicista e polistrumentista canadese.

## Biografia
Adam Cohen è figlio dal cantante Leonard Cohen e di Suzanne Elrod. Inizialmente è cresciuto con sua sorella Lorca nella città natale, Montreal, ma dopo la separazione dei genitori ha vissuto in Francia (a Parigi e nel sud del Paese), poi nell'isola greca di Hydra e a Los Angeles. All'età di 12 anni ha imparato a suonare la chitarra, la batteria e il pianoforte. Ha studiato Relazioni Internazionali all'Università di Syracuse.
Nel 1996 è ritornato a Los Angeles per intraprendere finalmente una carriera musicale e ha firmato un contratto con la stessa etichetta discografica del padre, la Columbia Records.
Il suo album del 1998 è stato considerato un promettente debutto dal critico del New York Times Stephen Holden.
Nel 2004 ha registrato un disco in francese con la Capitol Records in Canada, Mélancolista: fra le varie tracce spicca Le bonheur, duetto con l'attrice francese Virginie Ledoyen. Sempre nello stesso anno è entrato a far parte della band Low Millions, che nel 2004 ha inciso il suo unico album (la formazione è tuttora in attività).
Nel 2009, dopo una pausa artistica durata due anni, si è ripresentato al pubblico con una cover della canzone Take This Waltz di suo padre. 
Nel 2012 la Decca ha pubblicato un album acustico di Adam Cohen, Like A Man, cui ha fatto seguito il disco We Go Home, uscito nel settembre 2014. 
Il 6 novembre 2017 è stato reso un grande omaggio a Leonard Cohen presso il Bell Centre di Montreal, con lo spettacolo Leonard Cohen: Tower of Song, al quale Adam ha partecipato insieme a Sting, Lana Del Rey, Elvis Costello, Feist, k.d. lang, Wesley Schultz e Jeremiah Fraites dei The Lumineers, Damien Rice, Philip Glass, Patrick Watson,  , alla presenza delle massime autorità del Canada. 
Nel 2019 ha prodotto un album postumo di canzoni di suo padre, Thanks for the dance.